# Godiléhiri
 (mars 2025).
Godiléhiri est une localité rurale du district de Gôh-Djiboua en Côte d'Ivoire. Administrativement rattachée au secteur communal de Divo, elle se trouve dans la région du Lôh-Djiboua.